# Elizabeth Russell (1704-1784)
Elizabeth Russell, comtesse d'Essex (1704 – 8 juin 1784) est la seconde épouse de William Capell (3e comte d'Essex), et la mère de William Capell (4e comte d'Essex).
Lady Elizabeth est la fille de Wriothesley Russell (2e duc de Bedford).
Le comte, dont la première épouse Jane est morte en 1724, épouse Elizabeth le 3 février 1726.
Ils ont deux fils et deux filles. Le seul à survivre à la petite enfance est William Anne (1732-1799), qui devient le 4e comte.
Elle est décédée en juin 1784, âgé d'environ quatre-vingts ans.
Un portrait de la comtesse par Andrea Soldi est exposé au Watford Musée.